# 青春家族
『青春家族』（せいしゅんかぞく）は、1989年（平成元年）4月3日から9月30日まで放送されたNHK連続テレビ小説第42作。

## 概要
主演は清水美砂といしだあゆみによる、ダブルヒロインで、『まんさくの花』以来8年ぶりの現代劇となり、ヒロインの成長物語が多かった中、この2人を中心に、ひとつの「家族」がさまざまな問題に直面しながら葛藤する、まさに「青春まっただ中」の家族模様を明るく描いた作品となった。
麻子役のいしだはダブルヒロインながらも、当時の朝ドラ最年長となる41歳でヒロイン役を務めた（2006年に藤山直美、2021年に深津絵里が最年長記録を更新）。また、このころ結成されたばかりのSMAPのメンバー全員が本作のオーディションを受け、当時15歳の稲垣吾郎が合格してレギュラー出演し、逸見政孝が俳優として出演した数少ない作品でもある。
太平洋戦争を挟んだ時期を舞台にした「女性の一代記」という路線がほぼ定着していたが、「現代」を舞台に「家族の1年」を描くという設定が話題を呼んだ。また、静岡県が主な舞台になるのは1982年度上半期の『ハイカラさん』以来2度目となった。
初回視聴率は35.8%、平均視聴率は37.8%、最高視聴率は44.2%であった（関東地区、ビデオリサーチ調べ）。
1994年10月3日から1995年4月8日までBS2でアンコール放送された。
放送ライブラリーでは第1回が公開。

## キャスト
阿川咲
演 - 清水美砂
阿川麻子
演 - いしだあゆみ
咲の母
潮木史生
演 - 陣内孝則
咲の夫
阿川久司
演 - 橋爪功
咲の父
阿川大地
演 - 稲垣吾郎
咲の弟
阿川とら子
演 - 楠トシエ
咲の祖母
岩井一馬
演 - 高品格
岩井一之
演 - 逸見政孝
咲の伯父
岩井一歩
演 - 所ジョージ
咲の叔父
岩井久美
演 - 大多貴子
旗真弓
演 - 中村あずさ
三上鏡介
演 - 加藤昌也
麻子の部下。
井上数子
演 - 高田敏江
小出セツ
演 - 都築彰子
つくし
演 - 遥くらら
諸口かず江
演 - 白川和子
田渕えり
演 - 西川峰子
富永房子
演 - 室井滋
潮木麗子
演 - 根岸明美
潮木育子
演 - 西田ひかる
松永吾朗
演 - 園田裕久
久保栄
演 - 岡本麗
田口周
演 - 根本卓哉
五十嵐幸雄
演 - うえだ峻
佐藤明子
演 - 小高恵美
春夫
演 - 長倉大介
アシスタント
演 - 相原勇
福光誠子
演 - あき竹城
松村
演 - 平泉成

## スタッフ
- 作 - 井沢満[1][9]
- 音楽 - 羽田健太郎[1][9]
- 語り - 杉浦圭子（NHKアナウンサー）[1][9]
- 題字 - 加藤晃[1][10]
- 演出 - 宮沢俊樹[9]、原嶋邦明[1]、末松緑朗[1][10]
- 制作 - 渡辺絋史[1][9]、岡本由紀子[1]
- 美術 - 水速信孝[1][9]
- 技術 - 曽我部宣明[1][9]
- 音響効果 - 加藤宏[1][9]
- 撮影 - 安田煕男[9]
- 照明 - 渡辺浩和[9]
- 音声 - 谷島一樹[9]
- 編集・記録 - 阿部格[9]

## その他
- 本作は静岡県土肥町（現・伊豆市）が舞台だったことから、当時静岡放送局ではイブニングネットワークしずおか内の18時30分 - 18時45分で1日先行して放送された[11]。
- 岩井一之役で出演した逸見政孝は、前年でフジテレビを退職しフリーアナウンサーとなり、ドラマ開始の前月まで担当した『FNNスーパータイム』のキャスターを降板、本作で初めて本格的な俳優業に挑戦。これが初の本格ドラマ出演となった（フジテレビアナウンサー時代には『金メダルへのターン!』の実況アナ役などがあった）。劇中では海外に移住してビデオレターに登場したりするものの、アルコール依存症により途中で帰国し、極度の泥酔状態に陥るまでを演じてみせた。当時逸見本人はへべれけのメイクをしていたため、撮影後、メイクのまま大喜びで帰宅し、家族を驚かせたという。